# Loricatosaurus priscus
Loricatosaurus priscus  es la única especie conocida del género extinto  Loricatosaurus  (en latín “lagarto armado”) de dinosaurio tireóforo estegosáurido, que vivió a mediados del período Jurásico, hace aproximadamente entre 165 a 161 millones de años en el Calloviense, en lo que es hoy Europa. Encontrado en la Formación de Arcilla de Oxford, Fletton, Peterborought, Inglaterra y en Francia. Es conocido a partir de restos antiguamente asignados a Lexovisaurus; sin embargo, después de revisar el material, Susannah Maidment et al. determinaron que  Lexovisaurus está basado en material no diagnóstico, y proponen colocar los especímenes asignados en nuevos géneros.  El nombre específico, L. priscus, proviene del antiguo nombre dado a los fósiles por Baron Franz Nopcsa, "Stegosaurus" priscus en 1911. Conocido por dos esqueletos parciales que a diferencia que en Lexovisaurus la espina del hombro no está presente y posiblemente las tenía en el extremo de la cola.

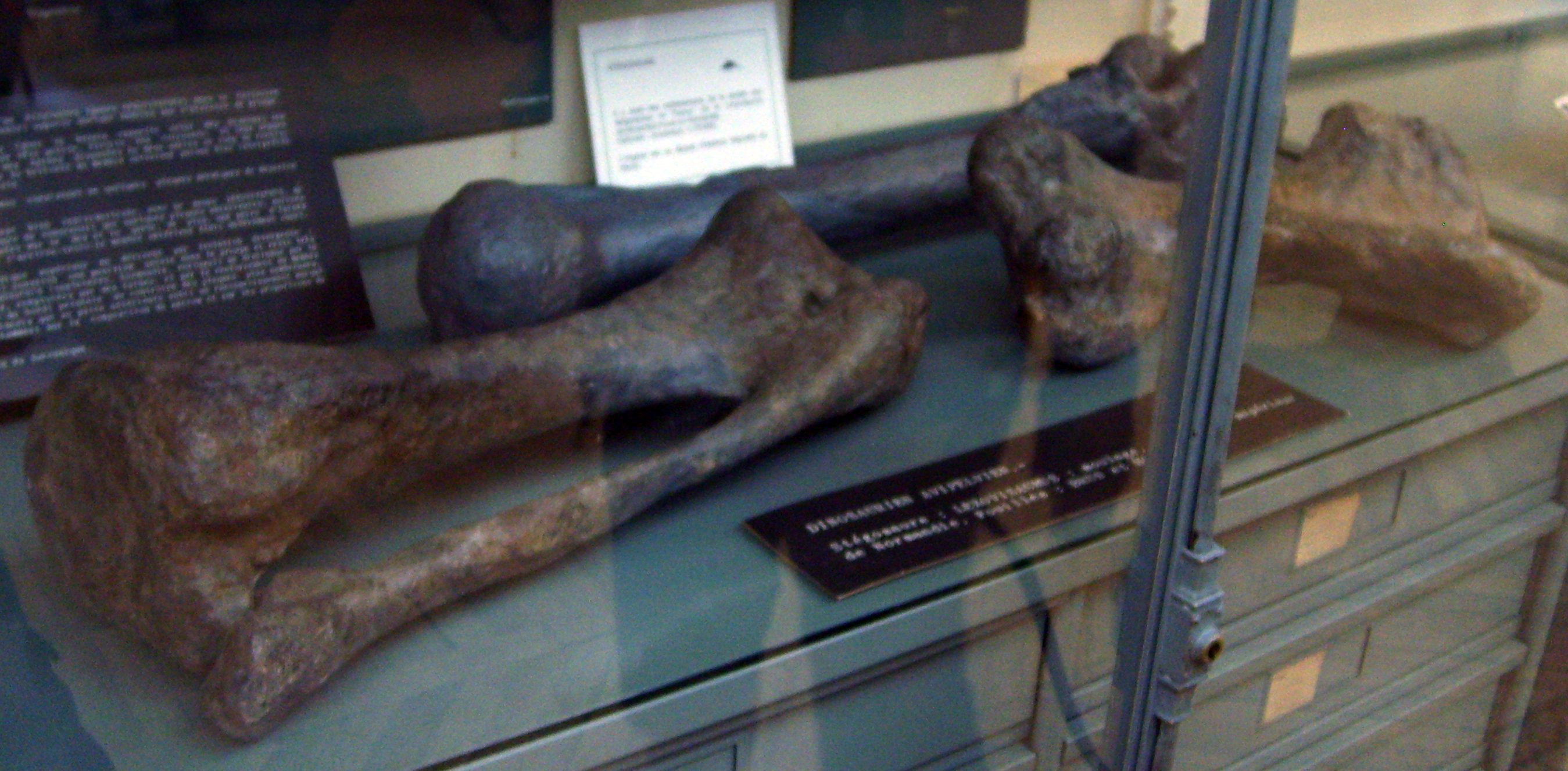
Huesos de las extremidades en el Muséum national d'histoire naturelle, París, antiguamente asignados a Lexovisaurus.

Difiere de los otros estegósauridos en que en la primera o segunda vértebra caudal posee un proceso transverso y es bifurcada en distal. Otras vértebras caudales anteriores tienen pequeñas proyecciones dorsales cerca de los dos tercios a lo largo del proceso transverso. Las vértebras medios-caudales tienen facetas anteriores y posteriores grandes para los cheurones que convergen ventralmente, de modo que los centros vertebrales tienen forma de V visto de lateral.
El holotipo proviene de la arcilla de Oxford, Fletton, Peterborough y el espécimen referido proviene de una unidad sin nombre de la misma época de Le Fresne d’Argences, Calvados, Normandía, Francia 
El holotipo, BMNHR3167, un esqueleto parcial, incluye dos vértebras cervicales, 6 dorsales, 16 caudales, húmero y ulna derechos, carpo, dos metacarpianos, uno incompleto, partes del ilion, isquion y pubis y armadura dermal. La espina parascapular no está presente, al contrario de lo que pensaron Nopcsa (1911) y Galton (1985) los elementos considerados como espina parascapular son completamente diferentes en cuanto a su morfología a la misma en otros estegosáuridos y probablemente sea una espina de la cola rota. Un paratipo se conoce, MHBR 001, un esqueleto parcial. El espécimen incluye vértebras cervicales, dorsales y caudales, húmero izquierdo, fémur derecho, tibia, fíbula y armadura dermal. 
El espécimen BMNH R3167 fue referido primariamente a Lexovisaurus durobrivensis por Hoffstetter en 1957 y Galton en 1985. Sin embargo, el holotipo de Lexovisaurus no es diagnóstico. Igualmente BMNH R3167 fue originalmente referido a Stegosaurus por Nopcsa en 1911, un taxón al que claramente no pertenece debido a que no poseen autopomorfias de Stegosaurus, además posee características únicas no observadas en Stegosaurus. Múltiples análisis filogenéticos realizados por S. Maidment y O. Mateus entre 2008 y 2010 colocan a Loricatosaurus como un género basal dentro de la familia Stegosauridae.